# Ceratobasidium

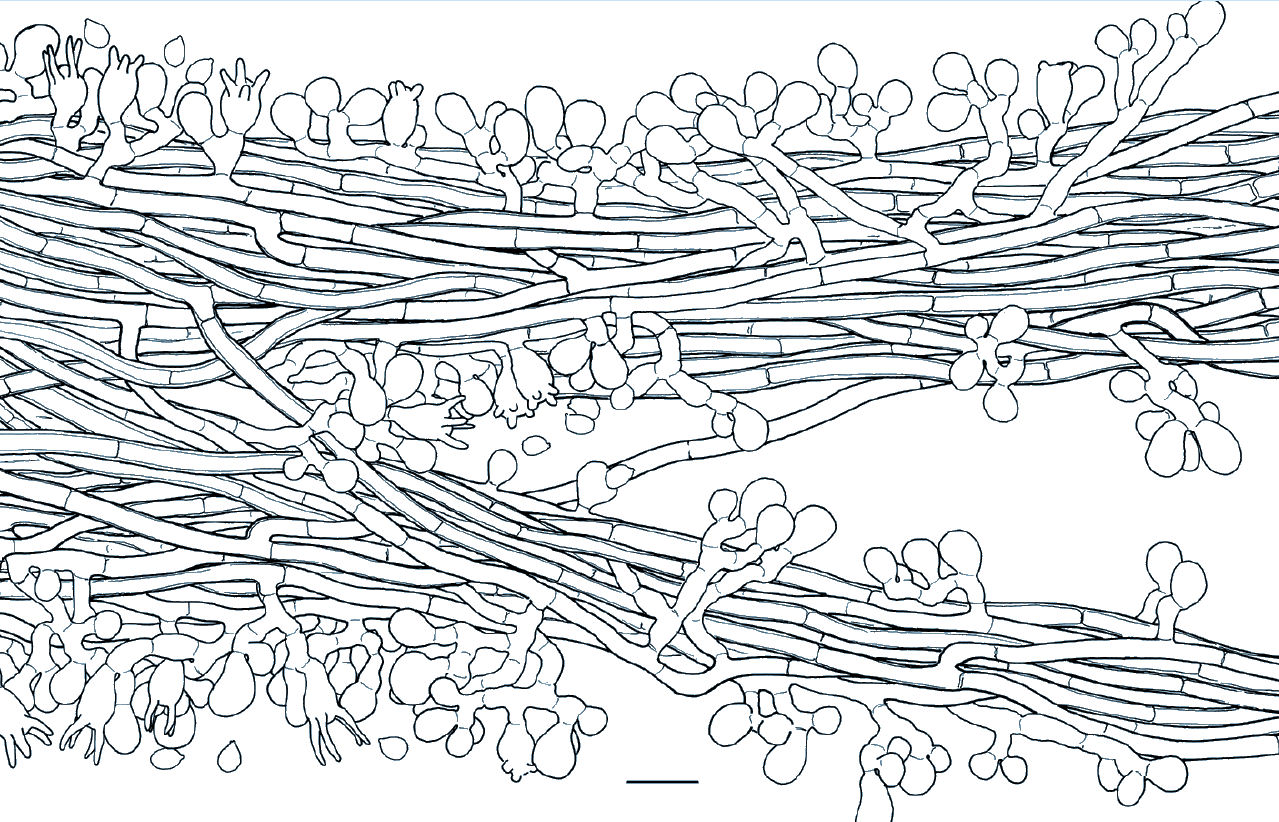
Ceratobasidium cornigerum

Ceratobasidium D.P. Rogers (podstawkorożek) – rodzaj grzybów z rodziny (Amylocorticiaceae).

## Charakterystyka
Bazydiokarpy rozpostarte, cienkie i często niepozorne, gładkie, woskowate do suchych i pajęczynowate, o barwie od białawej do jasnoszarej. Mikroskopowo mają stosunkowo szerokie strzępki bez sprzążek i podstawki o kształcie od kulistego do prostopadłościannego lub maczugowate z 2 do 4 stosunkowo dużymi sterygmami. Bazydiospory kuliste do cylindrycznych (wydłużone i robakowate u gatunku typowego), gładkie i bezbarwne. Często wytwarzają wtórne zarodniki, które kiełkują. Czasami wytwarzają sklerocja.
Są to głównie grzyby saprotroficzne, występujące w glebie i wytwarzające owocniki na martwych pędach i resztkach roślin. Niektóre występują na liściach i łodygach, wyizolowano też kilka gatunków mykoryzujących ze storczykami. Większość gatunków jest rozprzestrzeniona na całym świecie. Niektóre gatunki są oportunistycznymi pasożytami roślin, wywołującymi szereg chorób o znaczeniu gospodarczym. W Polsce występuje podstawkorożek zbożowy wywołujący u zbóż ostrą plamistość oczkową. Jeden gatunek to grzyb naporostowy.

## Systematyka i nazewnictwo
Pozycja w klasyfikacji według Index Fungorum: Ceratobasidiaceae, Cantharellales, Incertae sedis, Agaricomycetes, Agaricomycotina, Basidiomycota, Fungi.
Synonimy naukowe: Koleroga Donk, Pellicularia Cooke.
Polską nazwę podał Władysław Wojewoda w 2003 r., wcześniej opisywał ten rodzaj pod nazwą rożek.
Gatunki występujące w Polsce:
- Ceratobasidium cereale D.I. Murray & Burpee 1984 – podstawkorożek zbożowy
- Ceratobasidium cornigerum (Bourdot) D.P. Rogers 1935 – podstawkorożek szarawy

Nazwy naukowe na podstawie Index Fungorum. Wykaz gatunków i nazwy polskie według W. Wojewody.